# Nunatsiavut

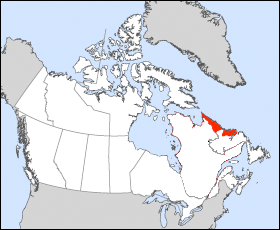
Localizzazione del Nunatsiavut nel Canada.

Il Nunàtsiavut (in inuit: ᓄᓇᑦᓯᐊᕗᑦ) è un'area autonoma del Canada, rivendicata dagli Inuit nel territorio di Terranova e Labrador. L'area dell'insediamento comprende il territorio di Labrador che si estende fino al confine con il Québec.
Il nome della regione in inuttitut vuol dire "la nostra bella terra".
L'area ha ufficialmente una parziale autonomia dal 1º dicembre 2005, quando fu istituito un governo locale responsabile della salute, dell'istruzione e degli affari culturali, oltre che della definizione e dello svolgimento delle elezioni. Gli obiettivi primari dell'autonomia sono infatti quelli di conservare la cultura e la lingua inuit, nonché tutelare l'ambiente.
Per il censimento canadese l'area è conteggiata nella divisione n. 11 di Terranova e Labrador.
L'area è di circa 72 500 km², mentre la popolazione ammonta a 2 360 abitanti (dato del 2011). Il capoluogo legislativo è Hopedale, mentre quello amministrativo è Nain.